# 滋賀県道113号石部草津線
滋賀県道113号石部草津線（しがけんどう113ごう いしべくさつせん）は、滋賀県湖南市から草津市至る一般県道である。

## 概要
湖南市の石部から湖南市役所西庁舎（旧石部町役場）付近を通過後に南西側の山陵に入り、栗東市東坂・御園・荒張を経て栗東トレーニングセンターを南側に迂回し、草津市山寺町から岡本町に至る。栗東東部工業団地と山寺工業団地を通過する。

### 路線データ
- 起点：湖南市石部口1丁目（石部口交差点、滋賀県道・三重県道4号草津伊賀線交点、滋賀県道22号竜王石部線終点）
- 終点：草津市岡本町（滋賀県道2号大津能登川長浜線交点）
- 総延長：12.1 km

## 路線状況

### バイパス
- 栗東市山入交差点 - 荒張

### 道路施設

#### 橋梁
- 新辻越橋（金勝川、栗東市）
- 山入橋（細川、栗東市）
- 久邇宮（くにのみや）橋（草津川、草津市）

## 地理

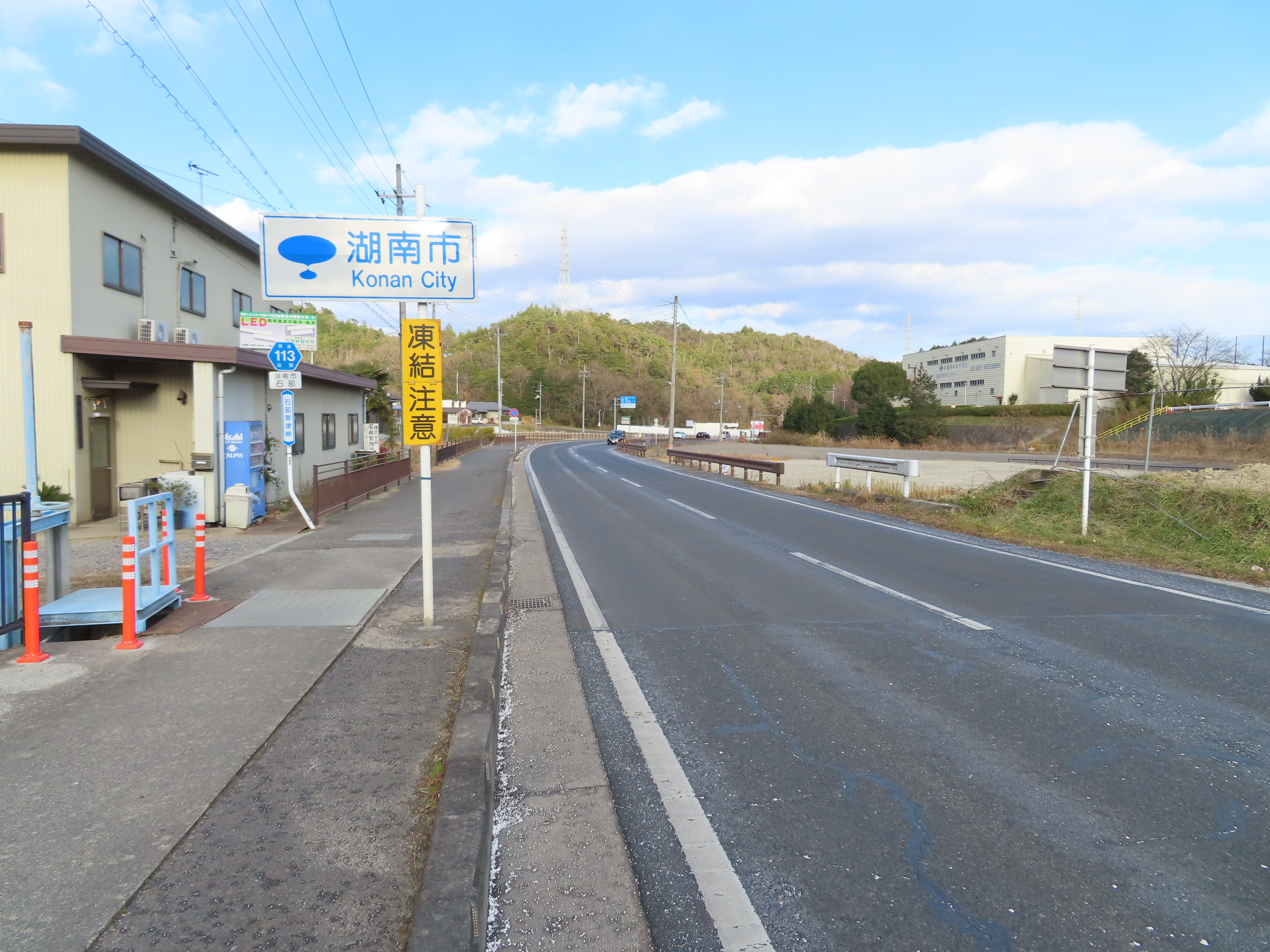
湖南市・栗東市境

### 通過する自治体
- 滋賀県
  - 湖南市 - 栗東市 - 草津市

### 交差する道路
| 交差する道路                                                    | 市町村名 | 交差する場所  | 交差する場所        |
| --------------------------------------------------------------- | -------- | ------------- | ------------------- |
| 滋賀県道・三重県道4号草津伊賀線 / 東海道 滋賀県道22号竜王石部線 | 湖南市   | 石部口1丁目   | 石部口交差点 / 起点 |
| 滋賀県道118号石部停車場線 滋賀県道119号長寿寺本堂線             | 湖南市   | 石部中央1丁目 | 西庁舎前交差点      |
| 滋賀県道12号栗東信楽線                                          | 栗東市   | 御園          | 山入交差点          |
| 滋賀県道2号大津能登川長浜線                                     | 草津市   | 岡本町        | 終点                |

### 交差する鉄道
- 草津線

### 沿線
- アヤハディオ 石部店
- NTT西日本 滋賀支店石部別館
- 滋賀県信用組合 石部支店
- 滋賀銀行 石部支店
- 平和堂 石部店
- 石部文化ホール
- 湖南市役所 西庁舎
- 湖南市立石部小学校
- 善隆寺
- 湖南市立石部中学校
- 滋賀県立石部高等学校
- 綾羽 石部工場
- タキロンシーアイ 滋賀工場
- 山科精器 本社工場
- 名城食品 滋賀工場
- 栗東市立金勝小学校
- 日本中央競馬会 栗東トレーニングセンター
- ジャパンエースゴルフ倶楽部
- オッペン化粧品
- UACJ製箔 滋賀工場
- ニッショー 山寺工場